# Diplazium wendtii
Diplazium wendtii är en majbräkenväxtart som beskrevs av John T. Mickel och Alan Reid Smith.
Diplazium wendtii ingår i släktet Diplazium och familjen Athyriaceae. Inga underarter finns listade i Catalogue of Life.